# Quartier La Gespe (Tarbes)
La Gespe est un quartier de la ville de Tarbes, dans le département français des Hautes-Pyrénées, situé au sud de la ville.

## Origine du nom
Le quartier tire son nom du ruisseau de la Gespe (affluent de l'Échez) qui traverse Tarbes.

## Géographie
Le quartier est situé au sud de la ville, au nord des communes d'Odos et Laloubère à l'est des quartiers de Solazur au sud, de Sainte-Anne et du centre-ville et à l'ouest d'Ormeau-Figarol.
En limite ouest il est parcouru par le ruisseau de l'Échez.

## Morphologie urbaine
Le secteur comprend une grande majorité de pavillons et de maisons traditionnelles, et quelques résidences traditionnelles.
Le quartier contient les secteurs : Courte Boule, Pradeau,  Séminaire, Route de Lourdes

## Évolution démographique
| 2012  | 2015  | 2019  |
| ----- | ----- | ----- |
| 5 936 | 5 801 | 5 860 |

### Découpage territorial
Il est composé de trois  IRIS : Centre Hospitalier, Lep Dupuy et Debussy.

## Noms de certaines rues du quartier
- Rue Aristide Briand dite route de Lourdes, qui coupe le quartier du nord-est au sud-ouest.
- Boulevard Jean Moulin dans le sens nord-sud.

## Parcs et places

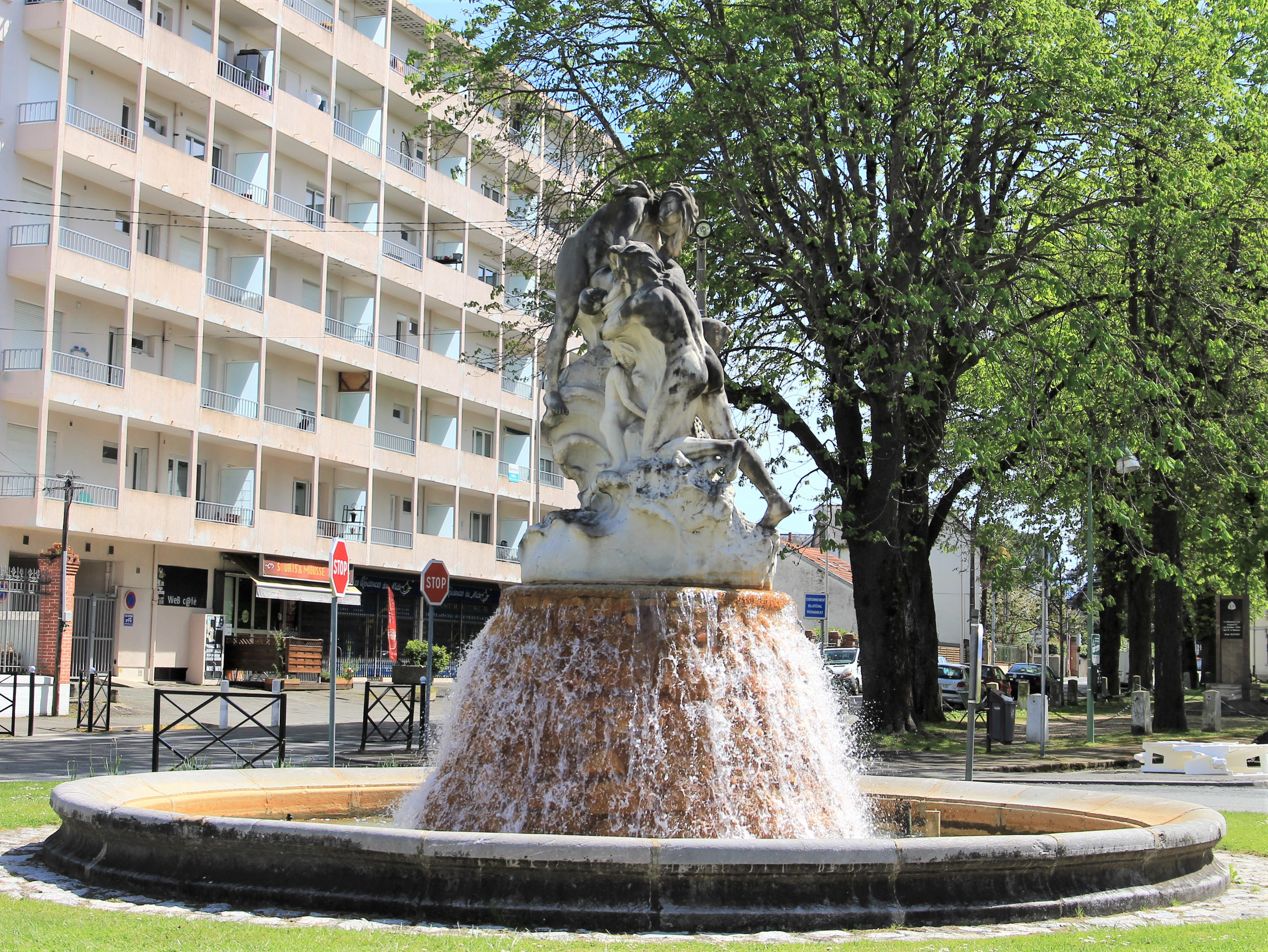
La fontaine L’Inondation sur la place de la Courte Boule.

Place de la Courte Boule et la fontaine de l'Inondation.

## Enseignement

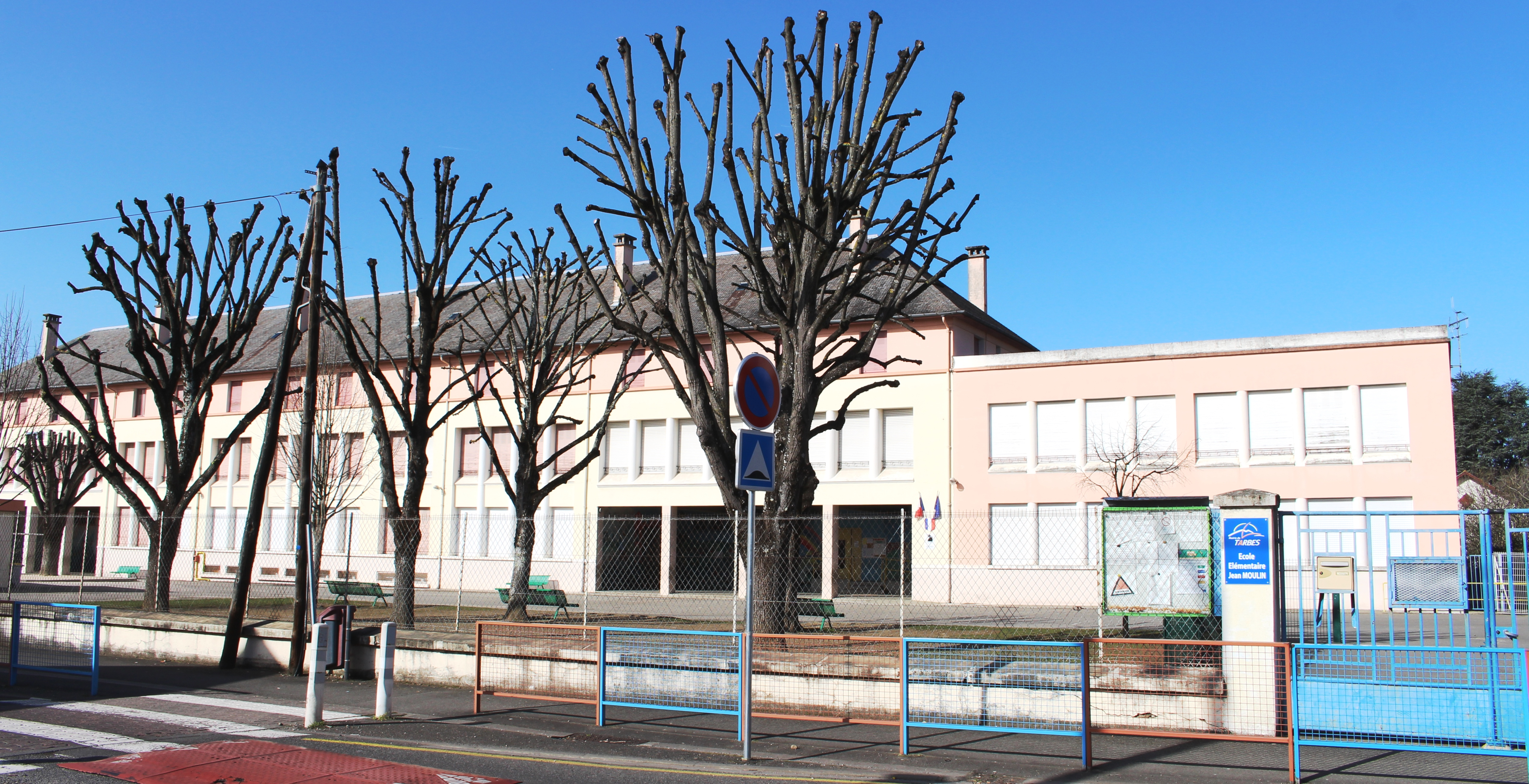
L'École Primaire Jean-Moulin.

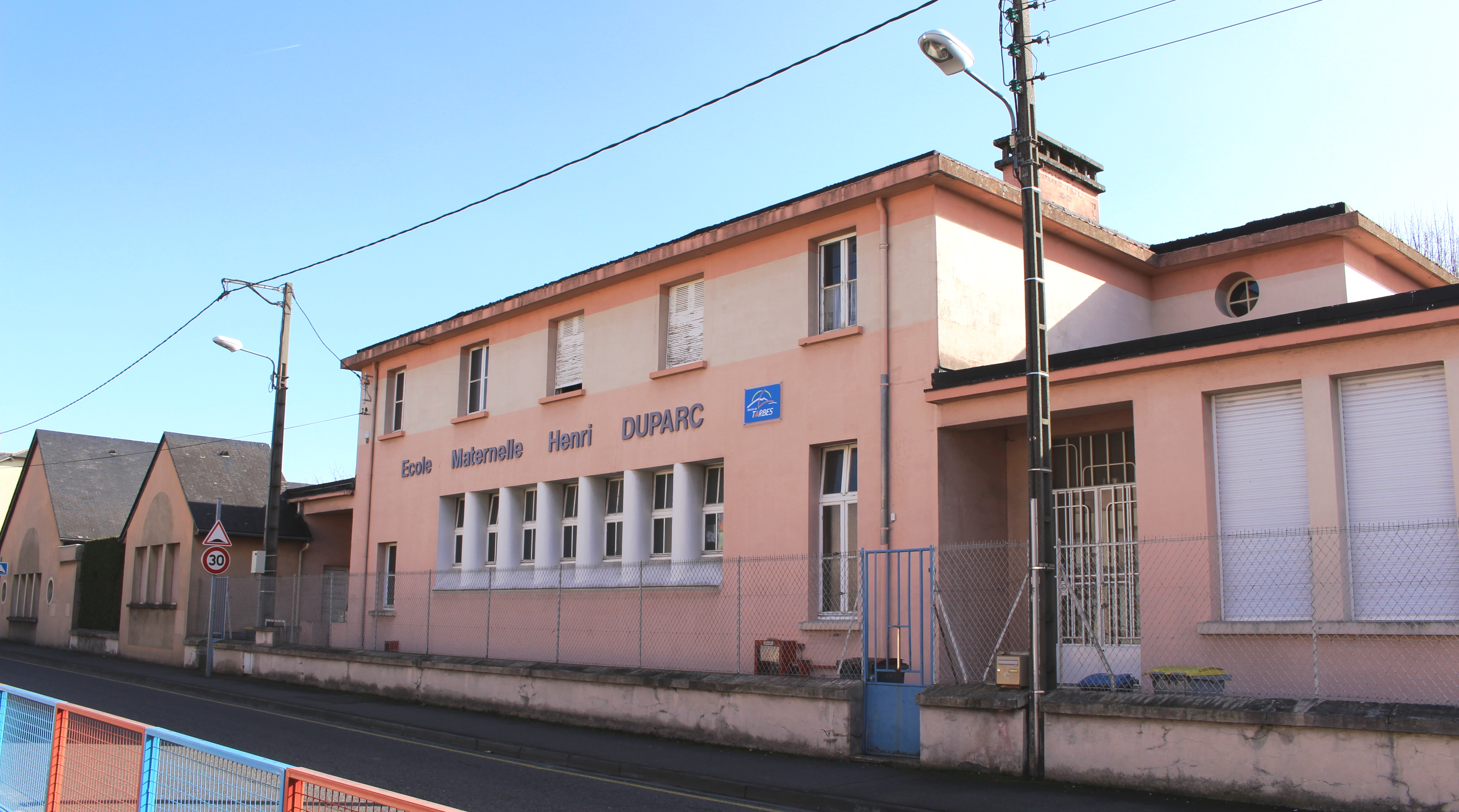
L'École Maternelle Henri-Duparc.

### École maternelle et élémentaire
- École publique Henri-Wallon
- École publique Henri-Duparc

### Écoles primaires
Tarbes dispose de 16 écoles primaires : 12 publiques et 4 privées.
- École publique Claude-Debussy.
- École publique Jean-Moulin.

### Collèges
- Collège public Victor-Hugo.

### Lycées
- Lycée public Jean-Dupuy.
- Lycée privé Saint-Pierre.

## Lieux de culte
- Église Saint-Martin de Tarbes.
- Chapelle Saint-Michel de Tarbes.
- Chapelle Saint-Pierre de Tarbes.

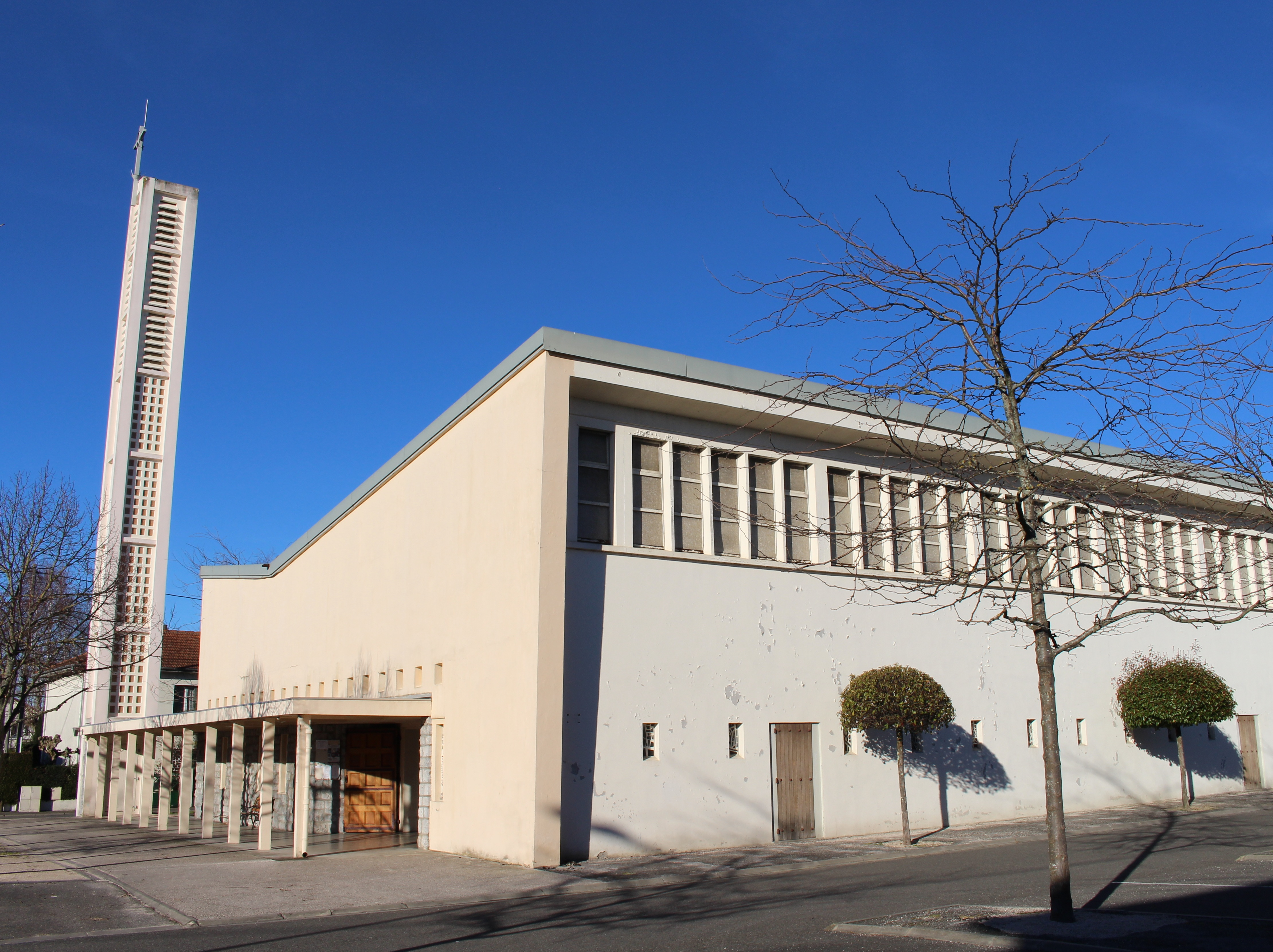
L'Église Saint-Martin.

- Église Notre-Dame Source de Vie Orthodoxe de Tarbes.
- Église Provinciale des Sœurs de Saint-Joseph de Tarbes.

## Infrastructures

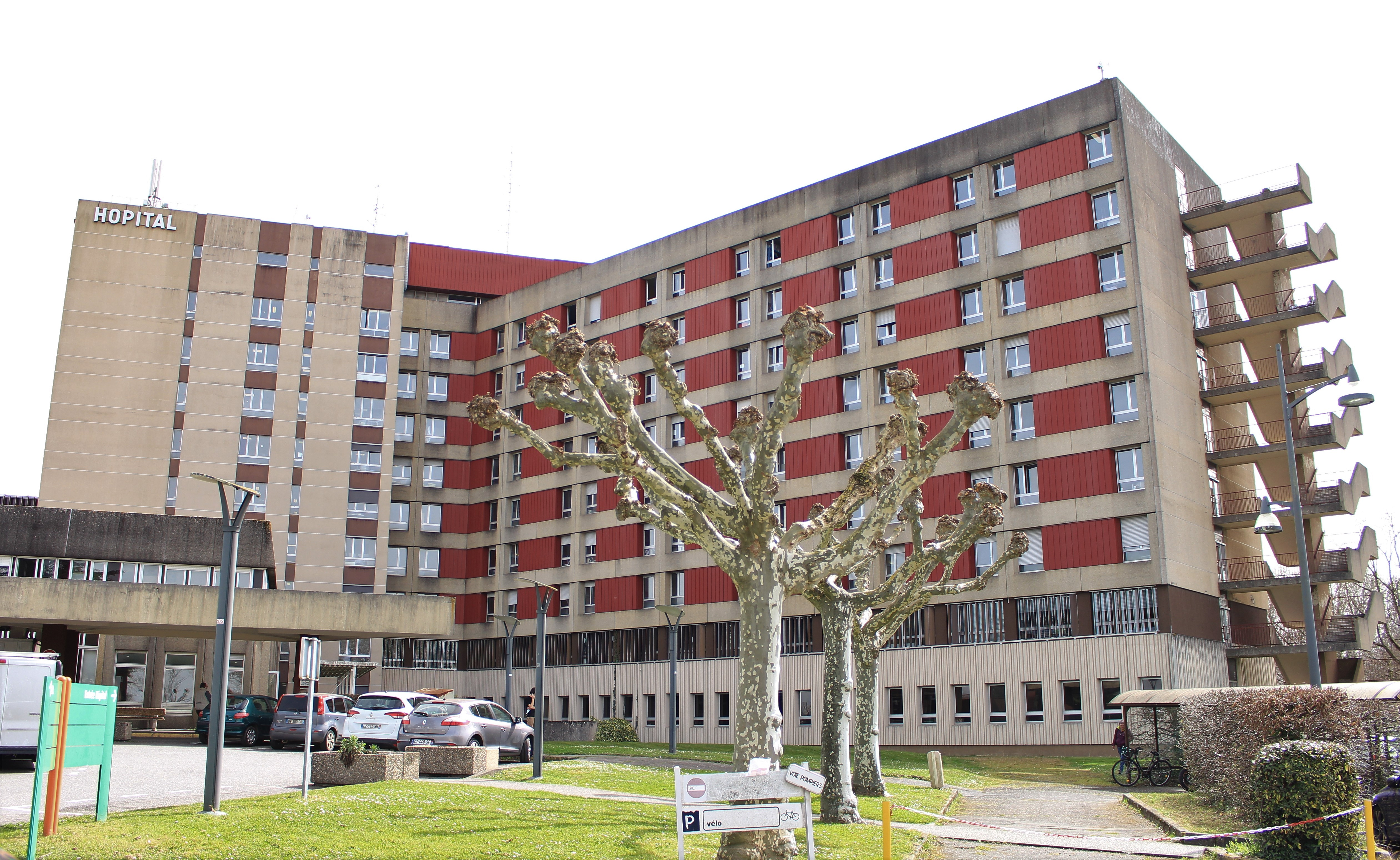
Le Centre Hospitalier de La Gespe.

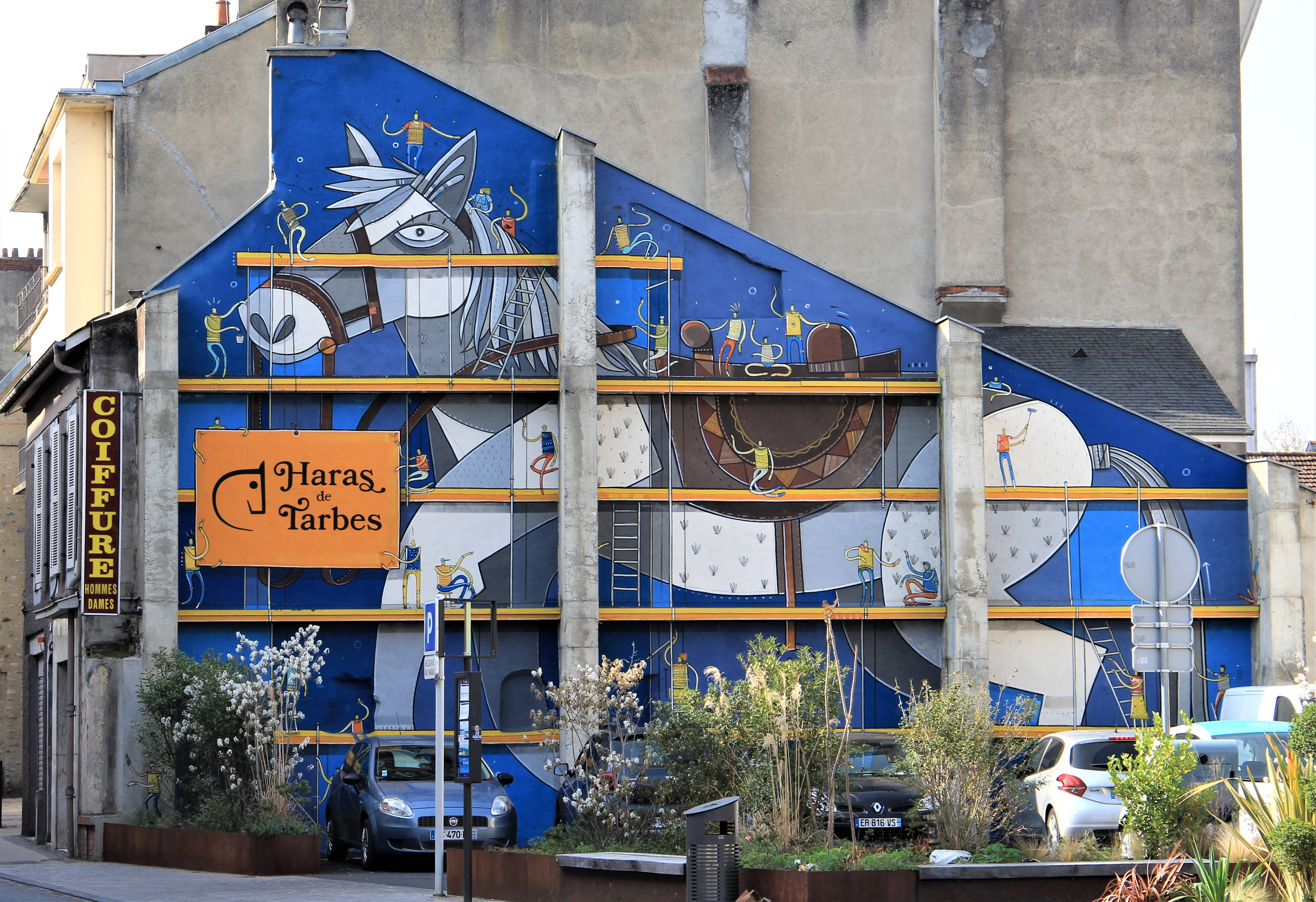
La fresque à l'entrée du Haras.

### Médicales
- Centre Hospitalier de La Gespe.

### Etablissement public
- SDIS de Tarbes.

### Sportives
Le Tarbes Gespe Bigorre, club de basket-ball basé à Tarbes et dont l'équipe féminine appartient à la Ligue féminine de basket-ball doit son nom à ce quartier.

### Militaires
- Annexe du 35e régiment d'artillerie parachutiste.
- Escadron de gendarmerie mobile.
- Haras national, présent depuis mars 1806.

### Culture
- Médiathèque départementale.
- La Gespe, salle de concert.

## Personnalités liées au quartier
- Jean-de-Dieu Soult (1769-1851) à laissé son nom au lieu-dit où se trouve le 35e régiment d'artillerie parachutiste et à la rue Soult. Son père le Baron Soult repose au cimetière Saint-Jean.

## Transports
C'est l'entreprise Keolis qui exploite les lignes urbaines de bus de Tarbes, depuis le 17 octobre 2020.
La rocade sud de Tarbes passe d'ouest en est en partie sud du quartier et au nord du Centre hospitalier de Tarbes.